# Leo Baeck Fellowship Programme
Das Leo Baeck Fellowship Programme ist ein 2005 ins Leben gerufenes internationales Stipendienprogramm für Doktoranden zur Erforschung der Geschichte und Kultur des deutschsprachigen Judentums in Mitteleuropa und in der Emigration.
Die Jahresstipendien werden unabhängig von der Nationalität oder dem Land der besuchten Hochschule vergeben und sollen Forschungsaufenthalte weltweit ermöglichen. Neben der finanziellen Unterstützung ist ein zentrales Anliegen des Programms, den Austausch mit anderen Nachwuchswissenschaftlern im Feld der deutsch-jüdischen Geschichte zu fördern.
Das Programm ist benannt nach dem Rabbiner Leo Baeck (1873–1956), der letzte Rektor der Hochschule für die Wissenschaft des Judentums und letzter Vorsitzender der Reichsvereinigung der Juden in Deutschland. Das Leo Baeck Fellowship Programme wurde von der Stiftung Erinnerung, Verantwortung und Zukunft im Jahr 2005 initiiert. Die Studienstiftung des deutschen Volkes führt das Programm in inhaltlicher Kooperation mit dem Leo Baeck Institute London und mit finanzieller Unterstützung der Stiftung Erinnerung, Verantwortung und Zukunft, der Robert Bosch Stiftung, der Alfred Freiherr von Oppenheim Stiftung und der Fritz Thyssen Stiftung durch. Ab 2009 wird die Finanzierung des Programms vom Bundesministerium für Bildung und Forschung (BMBF) übernommen. Während des Programmjahres kommen die Stipendiaten zu zwei Seminaren zusammen, wo sie ihre Arbeiten mit anderen Wissenschaftlern diskutieren. Es werden in jedem akademischen Jahr zwölf Promotionsstipendien vergeben.